# Alfred Gusenbauer
Alfred Gusenbauer (født 8. februar 1960 i St. Pölten, Niederösterreich) er en østrigsk politiker og landets forbundskansler i perioden 11. januar 2007 til 2. december 2008. Han var partiformand for SPÖ fra 2000 til 2008.
Alfred Gusenbauer gik 1966 til 1970 i folkeskole i Ybbs an der Donau og fra 1970 til 1978 gik han på gymnasium i Wieselburg. Derefter begyndte han først at studere restsvidenskad på Wien Universitet men fik senere interesse for politikvidenskab og filosofi, hvorfra han i 1987 fik sin doktorgrad.
Gusenbauer var fra 1981 til 1990 ansat i SPÖ og fra 1990 til 1999 ansat i arbejdstagerorganisationen Kammer für Arbeiter und Angestellte i Niederösterreich. Fra 1999 til slutningen af januar 2000 var formand for SPÖ i Niederösterreich.

## Politisk karriere
I 1981 begyndte hans politiske løbebane hos SPÖ som sekretær. Fra 1984-90 var han formand for SPÖ's ungdomsbevægelse Sozialistischer Jugend og i årene herefter beklædte han en helt række tillidsposter inden for SPÖ. Siden 2000 har han været partiformand for SPÖ og i perioden 2000 – 2007 har han været formand for den socialistiske gruppe i Nationalrådet.
Gusenbauers funktion som partiformand var fra begyndelsen omstrid. Ved nationalrådsvalget i 2002 fik ÖVP kun en fremgang på 4 mandater mod ÖVP's 27 mandaters fremgang (på bekostning af FPÖ). Ved nationalrådsvalget i 2006 blev SPÖ noget overraskende det største parti i Nationalrådet med 35,34 % af stemmerne. I januar 2007 dannedes en stor koaloitionsregering med ÖVP, der blev kritiseret internt i dele af SPÖ, der ikke syntes af SPÖ's mærkesager var repræsenteret tilstrækkeligt i regeringsprogrammet.
Den 16. juni 2008 besluttede SPÖ's forretningsudvalg, at Werner Faymann skulle overtage partiformandsposten efter Alfred Gusenbauer. Faymann blev officielt valgt på partiets landsmøde i Linz den 8. august 2008.
Regeringskoalitionen fik i stigende omfang svært ved at opnå enighed i en række sager, og senest strandede en stor reform af Østrigs sundhedssystem på grund af manglende enighed mellem de to partier. Den 7. juli 2008 meddelte ÖVP, at man ikke længere ønskede at samarbejde med SPÖ i koalitionsregeringen, hvorefter Alfred Gusenbauer udskrev valg til Nationalrådet den 28. september 2008. Samtidig meddelte Gusenbauer, at han ikke længere var spidskandidat for SPÖ. Alfred Gusenbauer blev dermed den forbundskansler, der har regeret i kortest tid i den Anden Republik Østrigs tid. Werner Faymann afløste Alfred Gusenbauer som forbundskansler den 2. december 2008